# قومية بشتونية
القومية البشتونية (بالبشتونية: پښتون ملتپالنه) حركة سياسية واجتماعية تروج لفكرة أن الشعب البشتوني يستحق دولة مستقلة في وطنهم بشتونستان (أي الأراضي ذات الأغلبية البشتونية في أفغانستان وباكستان). في أفغانستان يؤيد المؤمنين بالقومية البشتونية فكرة أفغانستان الكبرى أو بشتونستان، أي ضم إقليمي خيبر بختونخوا وبلوشستان الباكستانيين إلى دولة أفغانستان، وأن يُحكموا مباشرة بموجب أعراف البشتون التقليدية التي تُعرف باسم بشتونوالي. في باكستان كان القوميون البشتون قديمًا يميلون إلى الانفصالية، لكن مع مرور الزمن تضاءلت المطالب الانفصالية ولجأوا إلى المطالبة بحقوق البشتون ضمن الدستور الباكستاني.

## التاريخ

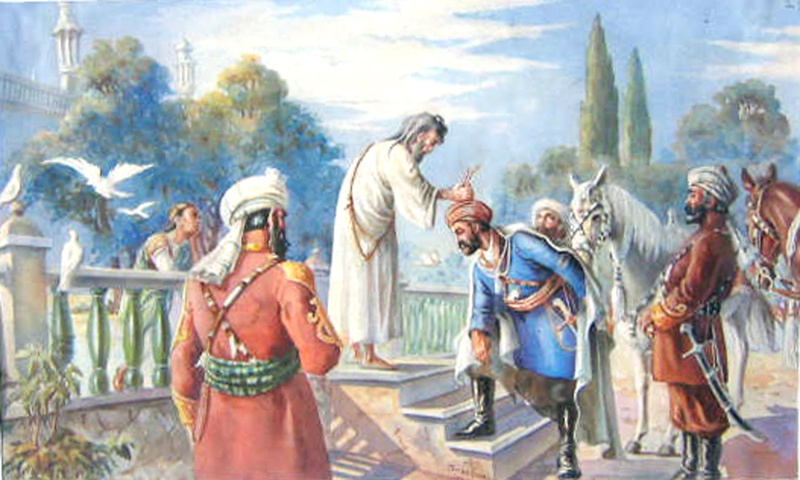
لوحة لعبد الغفور بريشنا تصور تتويج أحمد شاه الدراني سنة 1747، الذي يعتبر الأب المؤسس لأفغانستان (أبو الأمة).

حقق البشتون الوحدة السياسية لأول مرة في القرن 18، بعد أن ظلوا تحت الحكم الأجنبي لعدة قرون. كانت الأجزاء الشرقية من بشتونستان محكومة من قبل سلطنة مغول الهند، بينما كان الصفويون الفرس يحكمون الأجزاء الغربية من بشتونستان بصفتها مقاطعاتهم الشرقية. في أوائل القرن 18، ثارت قبائل البشتون بقيادة مير ويس خان في مدينة قندهار ضد الصفويين، وأعلنوا قيام الدولة الهوتاكية. بحلول سنة 1738، غزا نادرشاه الدولة الهوتاكية وهزم أخر أمراءها حسين شاه هوتاكي، وانتصر على سلطنة مغول الهند بشكل ساحق ونهب عاصمتها، إلى جانب القوات الفارسية والتركمانية والقوقازية، كان يرافق نادرشاه في حملته العسكرية الشاب أحمد شاه الدراني و4000 جندي من المقاتلين البشتون.

بعد وفاة نادرشاه سنة 1747 وتفكك دولته مترامية الأطراف، أسس أحمد شاه الدراني الإمبراطورية الأفغانية الممتدة والقوية، التي تضمنت بشتونستان، ومعظم باكستان الحالية بالإضافة إلى مناطق أخرى. تصف المقولة الشهيرة لأحمد شاه الدراني مدى ارتباط البشتون بمدينة قندهار:
"أنسى عرش دلهي عندما أتذكر، قمم جبال بختونخوا الجميلة."
تأسست آخر إمبراطورية أفغانية سنة 1747 ووحدت جميع قبائل البشتون، بالإضافة إلى العديد من المجموعات الإثنية الأخرى. في القرن 19 غزا رانجيت سينغ وجيش السيخ أجزاء من منطقة بشتونستان حول بيشاور، لكن بعد بضع سنوات هزمهم البريطانيون، الإمبراطورية الجديدة التي وصلت إلى منطقة بشتونستان من الشرق.

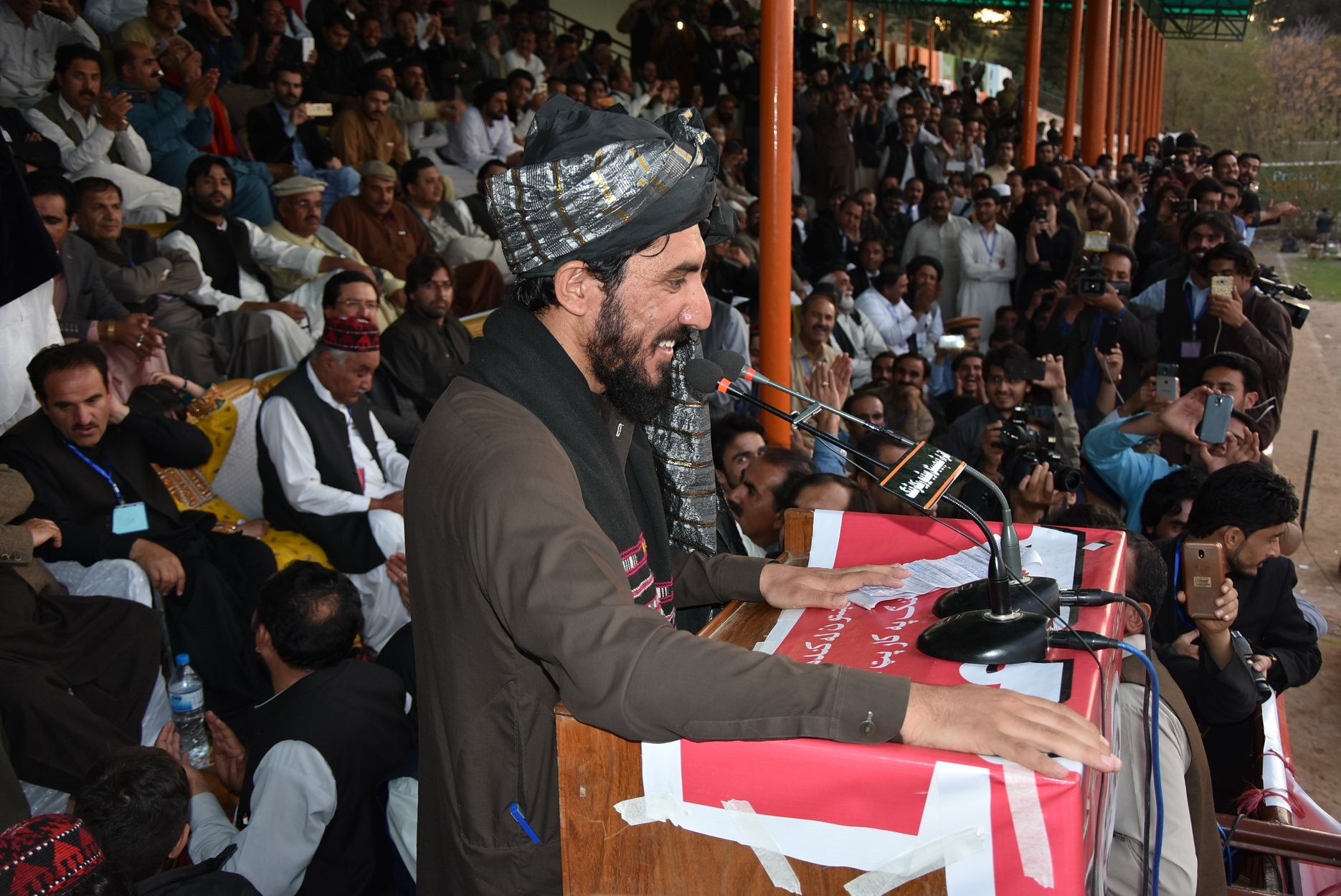
منظور أحمد باشتين، رئيس حركة بشتون تحفظ ("حركة حماية البشتون")، وهي حركة اجتماعية مقرها خيبر بختونخوا وبلوشستان.

كان البشتونيون عبد الغفار خان وعبد الصمد أشكزي وميرزالي خان من أشهر نشطاء استقلال الهند المناضلين لإنهاء حكم الراج البريطاني. عارض عبد الغفار خان وأتباعه في حركة خدي خدمتجار، بشدة مطالبة رابطة مسلمي عموم الهند بتقسيم الهند. عندما أعلن المؤتمر الوطني الهندي قبوله لخطة التقسيم دون استشارة زعماء خدي خدمتجار، شعر عبد الغفار خان بحزن شديد وقال للمؤتمر: "لقد ألقيتم بنا إلى الذئاب". في يونيو 1947، أعلن عبد الغفار خان، وميرزالي خان، وحركة خدي خدمتجار، من مدينة بانو قرار بشتونستان، طالبوا فيه بإعطاء البشتون حق إقامة دولة مستقلة على كامل الأرض البشتونية في الهند البريطانية، بدلاً من الانضمام إلى باكستان. رفض البريطانيون الامتثال لمطالب هذا القرار، لذلك قاطعت حركة خدي خدمتجار استفتاء مقاطعة الحدود الشمالية الغربية سنة 1947. بعد قيام دولة باكستان سنة 1947، رفض ميرزالي خان وأتباعه الاعتراف بباكستان واستمروا في حرب العصابات ضد الحكومة الجديدة من قاعدتهم في جورويك بمنطقة وزيرستان والتي لم تحظ بنجاح يذكر.